# Lorenz Horr
Lorenz Horr (* 27. September 1942 in Ludwigshafen-Oggersheim; † 18. August 2023 in Enkenbach-Alsenborn) war ein deutscher Fußballspieler, der als Spielmacher des SV Alsenborn in den Jahren 1968 und 1969 zwei Mal die Meisterschaft in der damals zweitklassigen Fußball-Regionalliga Südwest gewann und nach seinem Wechsel zu Hertha BSC zwischen 1969 und 1977 in 240 Bundesligaspielen 75 Tore erzielte.

## Laufbahn als Spieler

### SV Alsenborn, 1963 bis 1969
Der Stürmer und Mittelfeldspieler Lorenz Horr wechselte als 20-Jähriger in der Runde 1962/63 vom FSV Oggersheim aus der 1. Amateurliga Südwest zum SV Alsenborn in die A-Klasse, Gruppe Westpfalz/Nord. Dort hatte sich der Kapitän der Weltmeistermannschaft von 1954, Fritz Walter, in seiner Wohnheimat Alsenborn zu einer „betreuenden und beratenden Tätigkeit“ beim heimischen SVA überreden lassen. Im Jahresrhythmus stiegen die Alsenborner auf. Als Aufsteiger wurde 1964/65 die Meisterschaft in der Amateurliga Südwest und der Aufstieg in die Regionalliga Südwest erreicht. Bereits in der Saison 1963/64 – Horr spielte damals mit dem SVA in der 2. Amateurliga Westpfalz – kam der Spielmacher und Torschütze im Länderpokal in der Südwestauswahl am 29. September 1963 in Wiesbaden gegen Hessen zum Einsatz. Im Meisterschaftsjahr 1964/65 folgten zwei Einsätze gegen Württemberg (2:1,3:3). Fritz Walter hält in seinem Buch SV Alsenborn, Aufstieg einer Dorfmannschaft über Lorenz Horr fest:

„Vom Tag seines ersten Einsatzes an wurde Lorenz Horr zur dominierenden Figur in unserem Angriff, zu einem echten Spielmacher, und ist es all die Jahre hindurch geblieben. Der Halbstürmer und Spielführer spielt und regiert schon seit 1963 im Mittelfeld und kann offensive und defensive Aufgaben gleich gut erfüllen.“

In den ersten zwei Runden belegte der SVA mit Spielmacher „Lenz“ Horr Mittelfeldplätze in der Regionalliga. Danach folgte 1968 und 1969 der zweimalige Titelgewinn im Stadion an der Kinderlehre. In der Aufstiegsrunde 1968 wurde die Dorfmannschaft Dritter nach Hertha BSC und Rot-Weiss Essen. Dabei stachen die Leistungen von Horr heraus, beim 2:1-Heimsieg gegen Hertha erzielte er beide Treffer. Daraufhin wollten ihn die Berliner sofort für die Bundesliga verpflichten. Horr blieb aber noch eine Runde in Alsenborn und scheiterte 1969 in der zweiten Aufstiegsrunde knapp an Rot-Weiß Oberhausen am Einzug in die Bundesliga. Beim zweiten Titelgewinn 1968/69 erzielte er in 29 Ligaspielen 24 Tore und führte damit überlegen die interne Torschützenliste in Alsenborn vor Alban Wüst mit zehn Treffern an.

### Hertha BSC, 1969 bis 1977
Zur Spielzeit 1969/70 wechselte er in die Fußball-Bundesliga zu Hertha BSC. In seiner ersten Saison für die Herthaner erzielte er in 22 Bundesligaspielen 13 Tore, obwohl er nach einer Verletzung aus dem Spiel am 27. September 1969 über drei Monate pausieren musste und avancierte schnell zu einem der populärsten Spieler in Berlin. Der Neuzugang aus Alsenborn debütierte nach einer Sperre – noch in Diensten des SV Alsenborn war er in der Aufstiegsrunde zur Bundesliga beim Spiel gegen Rot-Weiß Oberhausen von Schiedsrichter Rudolf Kreitlein wegen Nachtretens gegen Dieter Hentschel des Feldes und anschließend nach Urteil von Mitte Juli für die folgenden sechs Wochen aus dem Verkehr gezogen worden – am 30. August 1969 bei einem 2:1-Heimerfolg gegen Alemannia Aachen in der Bundesliga. Er bildete mit Franz Brungs und Arno Steffenhagen den Angriff von Hertha. Seine monatelange Verletzungspause hatte er sich beim Heimspiel am 26. September gegen den 1. FC Köln (1:0) vor 88.075 Zuschauern zugezogen; er wurde in der 34. Minute ausgewechselt und kam erstmals wieder am 20. Dezember zu einem Kurzeinsatz beim Auswärtsspiel gegen Werder Bremen. Seine erste Bundesligasaison beendete er am 34. Spieltag, den 3. Mai 1970, mit zwei Treffern beim 4:1-Heimerfolg gegen Werder Bremen. Unmittelbar danach ging er mit Hertha BSC auf eine USA-Reise mit Spielen gegen Washington Darts, Rochester Lancers, Coventry City (zwei Spiele), St. Louis Stars, Guadalajara (zwei Spiele), Tornado Dallas, Kansas City und Georgia Chiefs Atlanta.
Horr gehörte zwar dem 40er-Kader des DFB an, der am 23. April 1970 der FIFA gemeldet wurde, zum 22er-Kader für die Fußball-Weltmeisterschaft 1970 gehörte er dann aber nicht.
Ab seiner zweiten Saison gehörte er zur Stammformation bei Hertha. Dank seiner Tore wurde Hertha BSC 1970 und 1971 jeweils Dritter und 1975 Deutscher Vize-Meister hinter Borussia Mönchengladbach. Unter Trainer Georg Keßler gehörte er mit Torhüter Thomas Zander, den Abwehrspielern Uwe Kliemann, Ludwig Müller, Michael Sziedat, Hans Weiner, den Mittelfeldspielern Erich Beer, Erwin Hermandung, Wolfgang Sidka, Holger Brück und den Stürmern Gerhard Grau und Kurt Müller der Stammbesetzung von Hertha an. Das Hinspiel bei Borussia Mönchengladbach endete am 2. November 1974 mit einem 1:1-Remis, das Heimspiel gewannen Horr und Kollegen am 19. April 1975 vor 91.000 Zuschauern im Olympiastadion mit 2:1 Toren.
Auf europäischer Ebene trat er mit Hertha im Messepokal der Runden 1969/70 und 1970/71 sowie im UEFA-Cup 1971/72 und 1975/76 an. In seinen ersten europäischen Auftritten in der Serie 1969/70 zeichnete er sich als Torschütze in den Spielen gegen Vitória Setúbal und im Viertelfinale als Siegtorschütze zum 1:0 am 18. März 1970 gegen Inter Mailand aus. In der Runde 1971/72 erzielte er beide Tore zum 2:1-Heimerfolg gegen AC Mailand, konnte aber das Ausscheiden durch die Hinspielniederlage mit 2:4 Toren damit nicht verhindern. Horr hat in 17 Europacupspielen zehn Tore für die Hertha erzielt.
Am 30. Mai 1977 trat er das letzte Mal für Hertha und als Profispieler an, nämlich im Wiederholungsspiel des DFB-Pokal-Finales gegen den 1. FC Köln, das sein Verein mit 0:1 verlor. In allen vier DFB-Pokalendspielen von Hertha BSC (zweimal Profis mit einem Wiederholungsspiel, sowie einmal die Amateure) ist Horr mit seinem Tor beim 1:1 gegen Köln am 28. Mai 1977 der einzige Torschütze in einem Endspiel der Berliner.

### Karriereausklang, 1977 bis 1979
Von der Spree ging es im Sommer 1977 an den Rhein. Horr spielte 1977/78 für den Zweitliga-Aufsteiger Wormatia Worms. Er lief für die Wormatia in 37 Ligaspielen auf und erzielte an der Seite von Mitspielern wie Thomas Zander, Helmut Zahn, Hans-Dieter Seelmann und Werner Seubert beim Erreichen des neunten Ranges fünf Tore. 1979 beendete er seine aktive Laufbahn endgültig beim SV Waldhof Mannheim.
Für Lorenz Horr wurden in seiner Karriere folgende Einsätze und Torerfolge notiert: 240 Bundesligaeinsätze für Hertha BSC (1969–1977) mit 75 erzielten Toren; 115 Regionalligaeinsätze für Alsenborn (1965–1969) mit 77 Toren, sowie 14 Spielen in der Bundesligaaufstiegsrunde mit neun Toren; 47 Spiele in der 2. Fußball-Bundesliga (1977–1979) mit acht Toren.
Er wird im Spielerlexikon von Christian Karn und Reinhard Rehberg als torgefährlicher, technisch exzellenter Mittelfeldspieler beschrieben. Dazu kamen noch die Eigenschaften eines glänzenden Kopfballspieles, gute Schusstechnik inner- und außerhalb des Strafraumes sowie bei Standards. Ferner wird festgehalten, dass er die Klasse für eine Karriere in der Nationalmannschaft gehabt hätte.

## Trainer
Nach dem Ende seiner Spielerlaufbahn war Horr als Trainer im südwestdeutschen Amateurbereich tätig. Von 1979 bis 1982 war bei Südwest Ludwigshafen aktiv und erreichte 1980/81 die Vizemeisterschaft in der Amateur-Oberliga Südwest. Es schloss sich der FSV Salmrohr 1982/83 mit dem vierten Rang an, ehe er von 1983 bis 1985 versuchte, seine alte Liebe SV Alsenborn mit Impulsen außerhalb des Spielfeldes nach vorne zu bringen. In der Runde 1985/86 war er Trainer beim FK Pirmasens, ehe er auch die Trainertätigkeit nach dem dreijährigen Engagement bei TuS Hohenecken beendete.

## Privates
Er starb am 18. August 2023 in Enkenbach-Alsenborn.